# François Alexandre Thevenez d'Aoust
François Alexandre Thevenez d’Aoust, né le 17 août 1766 à Guise (Aisne), mort le 28 décembre 1827 à Paris, est un colonel français de la Révolution et de l’Empire.

## États de service
Il entre en service le 1er septembre 1783, comme soldat au régiment des Dragons du Roi, et le 14 octobre 1791, il passe au 1er régiment de chasseurs à cheval, où il devient brigadier fourrier le 15 avril 1792, et maréchal des logis-chef le 22 mai suivant.
Affecté à l’armée de Sambre-et-Meuse, il est nommé sous-lieutenant le 10 juillet 1793, et il se distingue le 1er juin 1796, à la bataille de Siegburg, où il est blessé d’un coup de feu à la cuisse gauche. Elevé au grade de lieutenant le 7 septembre 1796, il fait les campagnes de l’an V à l’an XI, à l’armée du Rhin, et reçoit son brevet de capitaine le 12 septembre 1799.
Le 25 avril 1800, lors du passage du Rhin, il s’empare avec son escadron d’un village défendu par un bataillon d’infanterie et une division de hussards autrichiens. À la bataille de Hohenlinden le 3 décembre 1800, quoique blessé de huit coups de sabre, il se dégage des ennemis qui l’entourent, et traversant plusieurs corps autrichiens, il ramène des prisonniers au camp, parmi lesquels se trouve un lieutenant-colonel de Manfredini. Pour ces faits d’armes remarquables, il reçoit, un sabre d’honneur le 6 décembre 1801.
Passé avec son grade dans les chasseurs à cheval de la Garde des Consuls le 13 octobre 1802, il est fait chevalier de la Légion d’honneur le 24 septembre 1803, et il est nommé major le 22 décembre suivant au 4e régiment de chasseurs à cheval. Il est élevé au grade d’officier de la Légion d’honneur le 14 juin 1804.
De l’an XII à 1806, il est affecté à l’armée d’Italie, et le 23 septembre 1805, il arrive sur l’Adige. Le 1er octobre, il est sous les ordres du général Verdier, et il attaque un poste d’infanterie à Furina près de Venise, le culbute et ramène 60 prisonniers dont 2 lieutenants.
Il est nommé colonel en second le 31 mars 1809, et de 1811 à 1813, il sert en Espagne. Le 21 juillet 1811, il est avec le général Bonet dans le Nord de l’Espagne, et il effectue une charge extrêmement brillante contre l’infanterie de l’armée de Galice, et il a un cheval tué sous lui. Le 14 octobre suivant, il est appelé au commandement du 11e régiment de dragons, et il se distingue le 18 juillet 1812, lorsqu’il reçoit l’ordre de secourir la division Taupin, qui est vivement pressée par un fort contingent anglais. La manœuvre hardie et habile qu’il entreprend entre les 2 brigades du général Taupin, arrête le corps ennemi et fait prendre la fuite à sa cavalerie. Le 23 octobre 1812, au combat de Villodrigo, étant à la poursuite des anglais, il a les yeux blessé par l’effet du ricochet d’un boulet qui l’incommode pendant plus d’un mois.
Le 17 février 1813, il se trouve dans le pays de la Puebla à la tête de 120 dragons, lorsqu’il rencontre une colonne de 120 cavaliers espagnols, et il lui en fait perdre 100 dont 45 à 50 tués. Le 21 juin 1813, à la bataille de Vitoria, il est gravement blessé au cou par un éclat d’obus, et il est créé baron de l’Empire le 4 décembre 1813.
De retour en France, il participe à la campagne de 1814, au sein de la Grande Armée, et lors de la première restauration, il est fait chevalier de Saint-Louis par le roi Louis XVIII le 8 juillet 1814. Le 1er août 1814, lors de la réorganisation de l’armée, il reçoit le commandement du régiment des dragons de Berri, et il est fait commandeur de la Légion d’honneur le 14 février 1815.
Mis en demi-solde le 16 mai 1815, il reste dans cette position jusqu’au 23 août 1818, date de son admission à la retraite.
Il meurt le 28 décembre 1827 à Paris.

## Armoiries
| Figure | Nom du baron et blasonnement |
| ------ | --- |
|        | Armes du baron François Alexandre Thevenez d’Aoust et de l'Empire, décret du 4 décembre 1813, lettres patentes du 22 mars 1814, commandeur de la Légion d'honneur D'or au chevron de gueules accompagné en chef de deux molettes d'éperon et en pointe d'un sabre de dragon, de sable ; au comble de sinople chargé de deux étoiles d'argent ; franc-quartier des barons tirés de l'armée, brochant au neuvième de l'écu - Livrées les couleurs de l'écu, le verd en bordure seulement. |

## Sources
- A. Lievyns, Jean Maurice Verdot, Pierre Bégat, Fastes de la Légion-d'honneur, biographie de tous les décorés accompagnée de l'histoire législative et réglementaire de l'ordre, Tome 2, Bureau de l’administration, 1842, 344 p. (lire en ligne), p. 184.
- « La noblesse d’Empire » (consulté le 12 décembre 2015)
- Vicomte Révérend, Armorial du premier empire, tome 4, Honoré Champion, libraire, Paris, 1897, p. 303.
- Jean Teulard, Napoléon et la noblesse d'Empire, Taillandier, Paris, 2003, 420 p. (ISBN 979-10-210-1685-9, lire en ligne), p. 303.